# Bowil
Bowil là một đô thị ở huyện Konolfingen ở bang Bern ở Thụy Sĩ. Đô thị này có diện tích 14,7 km², dân số tháng 12 năm 2018 là 1373 người.